# Where Is the Feeling?
Singles de Kylie Minogue
Put Yourself in My Place
(1994) Where the Wild Roses Grow
(1995)
Clip vidéo
[vidéo] « Where Is the Feeling? », sur YouTube
Where Is the Feeling? est une chanson de l'actrice et chanteuse australienne Kylie Minogue extraite de son cinquième album studio, sorti en 1994 (au Royaume-Uni le 19 septembre 1994) et intitulé simplement Kylie Minogue.
Au Royaume-Uni, la chanson a été publiée en single le 10 juillet 1995, presque dix mois après la sortie de l'album. C'était le troisième et dernier single tiré de cet album.
Le single a débuté à la 16e place du hit-parade britannique (pour la semaine du 16 au 22 juillet 1995).